# جون نيومان (سياسي أمريكي)
جون نيومان (بالإنجليزية: John Newman)‏ هو سياسي أمريكي، ولد في 1829 في إنجلترا في المملكة المتحدة، وتوفي في 29 أكتوبر 1901 في الولايات المتحدة بسبب التهاب الكلى. حزبياً، نشط في الحزب الجمهوري.